# اگر سنگ از آسمان ببارد
اگر سنگ از آسمان ببارد (به انگلیسی: Hell or High Water) یک فیلم جنایی سرقتی آمریکایی به کارگردانی دیوید مکنزی و نویسندگی تیلور شریدن است. از بازیگران این فیلم می‌توان به کریس پاین، بن فاستر، جف بریجز و گیل بیرمنگام اشاره کرد. داستان دربارهٔ دو برادر است که نقشهٔ سرقت از بانک را در سر دارند تا بتوانند مزرعه خانوادگیشان در تگزاس را نگه دارند. نخستین نمایش فیلم اگر سنگ از آسمان ببارد در ۱۶ مه ۲۰۱۶ و در طی جشنواره فیلم کن ۲۰۱۶ بود، و سپس در ۱۲ اوت ۲۰۱۶ در ایالات متحده اکران شد.